# Maurice Chilton
Sir Maurice Somerville Chilton, KBE, CB (* 11. Januar 1898; † 21. August 1956) war ein britischer Offizier und zuletzt Generalleutnant der British Army, der unter anderem zwischen 1953 und 1955 Kommandierender General des Flugabwehrkommandos (General Officer Commanding in Chief, Anti-Aircraft Command) sowie von 1955 bis zu seinem Tode 1956 Generalquartiermeister des Heeres (Quarter-Master General to the Forces) war.

## Leben

### Offiziersausbildung, Erster und Zweiter Weltkrieg

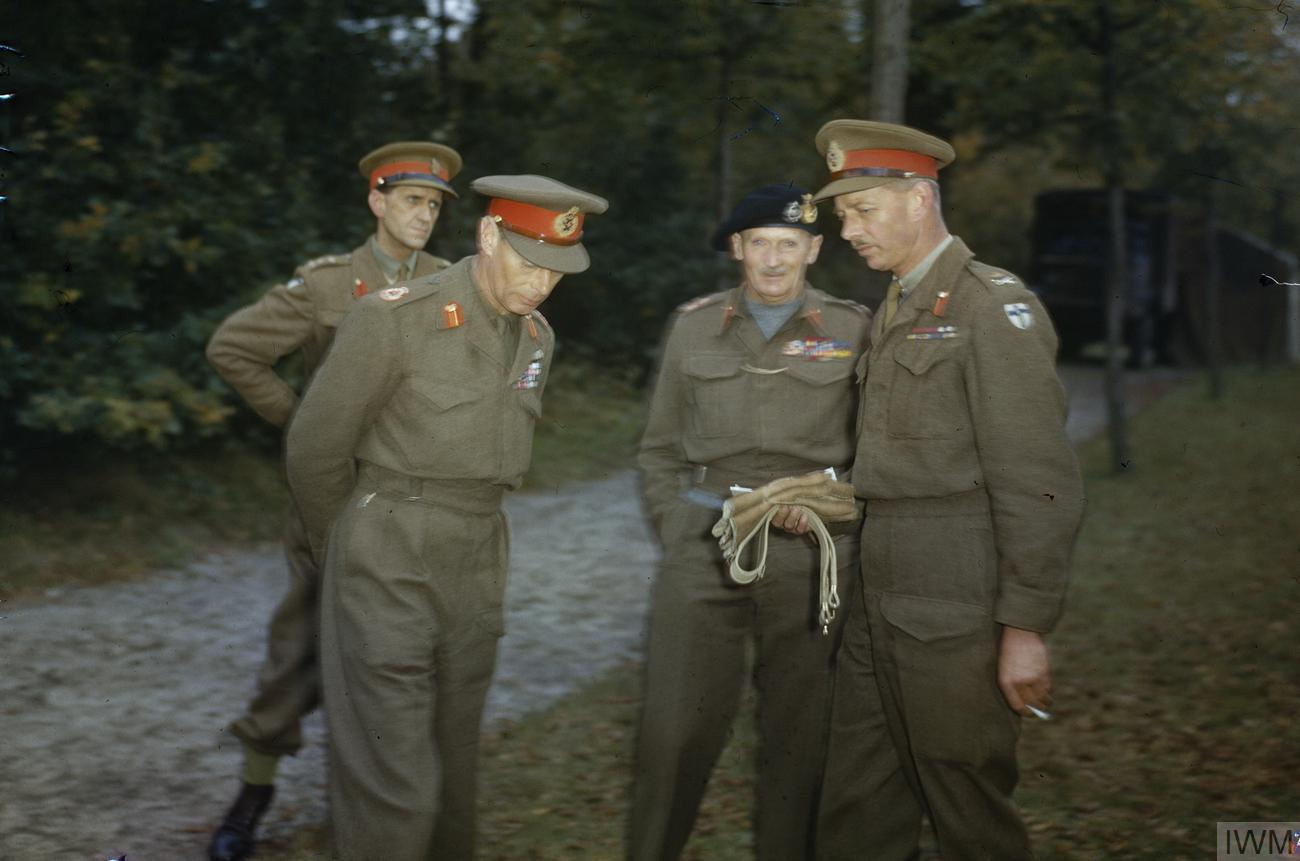
Maurice Chilton (links) hinter König Georg VI. mit Field Marshal Bernard Montgomery und Generalleutnant Miles Dempsey (13. Oktober 1944).

Maurice Somerville Chilton, Sohn von Thomas Christopher Chilton und Bertha Mothersill, absolvierte nach dem Besuch der renommierten 1567 gegründeten Rugby School eine Offiziersausbildung an der Royal Military Academy Woolwich, nach deren Abschluss er am 28. Juli 1915 als Second Lieutenant in die Royal Artillery übernommen wurde. Nach der Teilnahme am Ersten Weltkrieg folgten in der Zwischenkriegszeit zahlreiche Verwendungen als Offizier und Stabsoffizier. Ihm wurde am 1. Januar 1938 der Brevet-Rang als Brevet Lieutenant-Colonel sowie am 2. Dezember 1939 der kommissarische Rang als Acting Lieutenant-Colonel verliehen. Zu Beginn des Zweiten Weltkrieges war er vom 18. November 1940 bis zum 12. März 1941 im Kriegsministerium als Erster Generalstabsoffizier (General Staff Officer 1, War Office) tätig und nach der Ernennung in den kommissarischen Rang als Acting Colonel zwischen dem 13. März und dem 6. Dezember 1941 als stellvertretender Direktor für militärische Ausbildung (Deputy Director of Military Training, War Office). In dieser Verwendung erhielt er am 1. Juni 1941 den kommissarischen Rang als Acting Brigadier sowie am 13. September 1941 den kriegsdienstbezogenen Dienstgrad als War Substantive Lieutenant-Colonel und zeitgleich den zeitlich befristeten Dienstgrad als Temporary Colonel. Am 25. November 1941 wurde er zum Colonel befördert, wobei diese Beförderung rückwirkend zum 1. Januar 1941 erfolgte.
Nachdem ihm am 1. Dezember 1941 der zeitlich befristete Dienstgrad als Temporary Brigadier verliehen wurde, war Chilton zwischen dem 7. Dezember 1941 und dem 13. März 1942 Kommandeur der Artillerietruppe der 44. Division (Commander Royal Artillery, 44th (Home Counties) Division). Danach fungierte er vom 14. März 1942 bis zum 7. Mai 1943 zunächst als Brigadegeneral im Generalstab des Heereskommando Südost (Brigadier General Staff, South Eastern Command) sowie im Anschluss zwischen dem 8. Mai 1943 und dem 23. Januar 1945 als Brigadegeneral im Generalstab der in Nordwesteuropa eingesetzten Zweiten Armee (Second Army), deren Oberkommandierender erst Generalleutnant Kenneth Arthur Noel Anderson sowie seit Januar 1944 Generalleutnant Miles Dempsey war. Für seine Verdienste wurde er 1944 zum Commander des Order of the British Empire (CBE) ernannt. Nachdem er am 23. Januar 1945 den kommissarische Rang als Acting Major-General erhalten hatte, war er zwischen 1945 und 1946 stellvertretender Generaladjutant der 21. Heeresgruppe (21st Army Group), die zum Ende des Zweiten Weltkrieges in Deutschland unter anderem in der Schlacht im Reichswald (7. bis 22. Februar 1945) sowie der Operation Plunder (23. bis 27. März 1945) zum Einsatz kam. Für seine militärischen Verdienste wurde er 1945 auch zum Companion des Order of the Bath (CB) ernannt.

### Nachkriegszeit und Aufstieg zum Generalleutnant
Nach Kriegsende wurde Maurice Chilton am 12. Dezember 1945 zum Major-General befördert, wobei diese Beförderung rückwirkend zum 25. April 1945 erfolgte. Er war vom 1. Mai 1946 bis Januar 1948 im Kriegsministerium Direktor für Luftangelegenheiten (Director of Air, War Office) sowie anschließend zwischen März 1948 und Februar 1950 Kommandeur des aus der 54th (East Anglian) Division hervorgegangenen Militärbezirks East Anglia (District Officer Commanding , East Anglia District). Daraufhin kehrte er ins Kriegsministerium zurück und fungierte vom 17. Februar 1950 bis zum 27. März 1953 als Vize-Generalquartiermeister (Vice Quartermaster-General). Darüber hinaus bekleidete er zwischen 1952 und 1956 auch das Ehrenamt als Colonel Commandant of the Royal Artillery.
Nachdem ihm am 17. April 1953 der zeitlich befristete Dienstgrad als Temporary Lieutenant-General verliehen wurde, löste er Generalleutnant Sir Charles Loewen als Kommandierender General des Flugabwehrkommandos (General Officer Commanding in Chief, Anti-Aircraft Command) ab und behielt dieses Funktion bis zur Auflösung dieses Kommandos am 16. Mai 1955. In dieser Verwendung erfolgte am 21. Juli 1953 seine Beförderung zum Lieutenant-General. Des Weiteren wurde er im Zuge der sogenannten „New Year Honours“ am 1. Januar 1954 als Knight Commander des Order of the British Empire (KBE) geadelt, so dass er fortan das Prädikat „Sir“ führte. Zuletzt wurde Generalleutnant Sir Maurice Chilton am 1. Juni 1955 Nachfolger von General Sir Ouvry Lindfield Roberts Generalquartiermeister des Heeres (Quarter-Master General to the Forces). Dieses militärische Spitzenamt hatte er bis zu seinem Tode am 21. August 1956 inne, woraufhin General Sir Nevil Brownjohn dieses Amt übernahm.
Maurice Somerville Chilton heiratet am 30. Juni 1926 Margaret Sinclair (1903–1984), Tochter des Geistlichen der Church of England John Stewart Sinclair (1853–1919), der von 1908 bis zu seinem Tode 1919 Erzdiakon von Cirencester war, und Clara Sophia Birchall († 1948). Aus dieser Ehe gingen die Kinder April Elizabeth Chilton (1928–1999), Richard Thomas Sutherland Chilton (* 1931) und Jane Margaret Chilton (1934–2018) hervor.